# Kiesgruben Paulsmaar

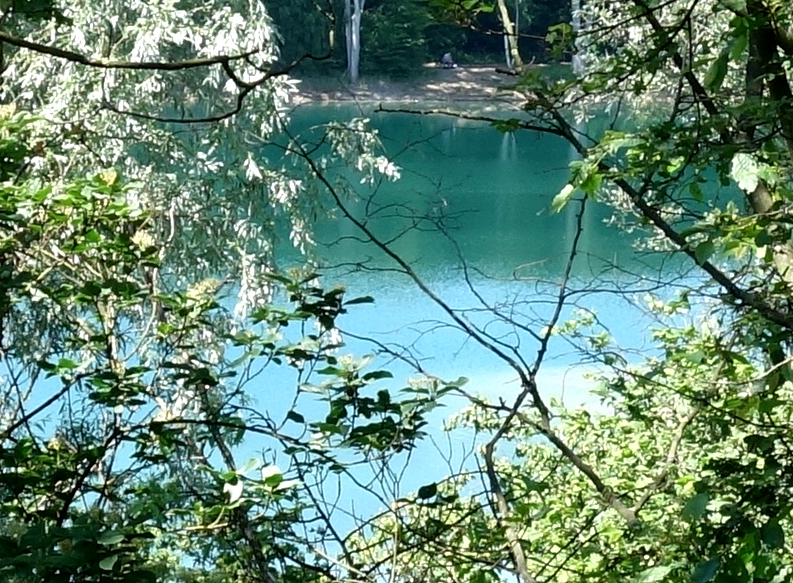
Blick von Osten auf den größten der drei Paulsmaar-Seen

Kiesgruben Paulsmaar ist ein 24,68 Hektar großes Naturschutzgebiet in der Nähe der Stadt Köln. Das ehemalige Kiesgrubengelände besteht aus drei Wasserflächen und wurde 1991 als schutzwürdig eingestuft. Es liegt etwa 4 km von Troisdorf, 5 km von Köln und 6 km von Niederkassel entfernt.

## Beschreibung
Das Naturschutzgebiet besteht aus einem eingezäunten rekultivierten Abgrabungsbereich mit drei Wasserflächen, der an einen Angelverein verpachtet ist. Im Süden wurde eine ehemalige landwirtschaftliche Nutzfläche arrondiert, auf der eine artenreiche Glatthaferwiese und standorttypische Gebüsche angelegt wurden. Das große ältere Abgrabungsgewässer im Osten wird zur Fischerei genutzt, während das neuere Abgrabungsgewässer im Westen ausschließlich dem Naturschutz dienen soll und deshalb ungenutzt bleibt. Ein kleines Gewässer im Nordosten ist mit dem großen Abgrabungsgewässer verbunden und dient einigen der eingesetzten Fischarten als Laichgewässer.
Die sehr schmalen Verlandungszonen der beiden großen Gewässer werden von fragmentarischen Silberweiden-Auwäldern eingenommen. Am östlichen Abgrabungsgewässer, deren Kiesufer vegetationsarm sind, wurden von Mitgliedern des Angelvereins abschnittsweise Schilfröhrichtzonen angelegt. Im kleinen nordöstlichen Gewässer wachsen neben Schilf auch Weiße Seerosen, die eine Schwimmblattzone ausbilden. Als Unterwasservegetation wurden im Herbst 2018 im westlichen Abgrabungsgewässer eine Armleuchteralgenart und in den beiden östlichen Gewässern eine Wasserschlauchart nachgewiesen.
Im Osten des kleineren Gewässers schließt sich eine großflächige Verlandungszone mit einem überstauten Weiden-Erlengehölz an. Die äußeren steilen Abgrabungsböschungen sind überwiegend mit einheimischen Laubbäumen bepflanzt. Auf den Böschungen des westlichen Abgrabungsgewässers findet man auch größere Bestände von Roteichen und Robinien. Flachere Bereiche sind mit artenreichen standorttypischen Gebüschen bepflanzt.
Die beiden großen Abbaugewässer sind durch einen hohen Damm getrennt, der die ursprüngliche Geländehöhe markiert und dessen Krone mit Sukzessionsgebüschen bewachsen ist. Im Inneren des Damms verläuft eine Gasleitung. Offene lückige Bereiche sind nur noch abschnittsweise entlang der Wege und im Nordosten nahe dem Unterstand des Angelvereins in Form von ruderalisierten Tritt- und Magerrasen sowie lichten Birkensukzessionsgehölzen vorhanden.
Die Wasserflächen des Paulsmaar bilden Schutzzonen für Wasservögel entlang des Rheins. Als Rast-, Nahrungs- und Brutbiotop und wichtiger Lebensraum für bedrohte Amphibien und Libellen hat das Gebiet große Bedeutung.

## Flächenmäßige Verteilung der schutzwürdigen und gefährdeten Lebensraumtypen
Die nachfolgenden schutzwürdigen und gefährdeten Lebensraumtypen sind im Gebiet vorzufinden:
Magere Flachland-Mähwiesen (0,8 Hektar), Moor- und Bruchwälder (nicht FFH-Lebensraumtyp) (1,11 Hektar), Stillgewässer (nicht FFH-Lebensraumtyp) (12,07 Hektar), Habitate für ausgewählte Tierarten (15,64 Hektar), diverse sonstige Flächen (19,74 Hektar)

## Flächenmäßige Verteilung der Biotoptypen
Das Naturschutzgebiet umfasst im Wesentlichen die nachfolgenden Biotoptypen:
Weidenmischwald (1,11 Hektar), Gehölzstreifen (12,27 Hektar), Magerwiese (0,8 Hektar), Abgrabungsgewässer (Lockergestein) (27,71 Hektar), Trittrasen, Rasenplatz, Parkrasen (0,74 Hektar), Gebäude (0,1 Hektar), trockene flächenhafte Hochstaudenflur (0,53 Hektar), Rad-, Fußweg (0,49 Hektar), diverse sonstige Flächen (5,61 Hektar)

## Vegetation
Folgende Pflanzenarten sind im Gebiet beheimatet:
Behaarte Segge, Berg-Ahorn, Bergulme, Blauroter Hartriegel, Brombeere, Büschel-Rose, Echte Nelkenwurz, Echtes Labkraut, Eingriffeliger Weißdorn, Esche, Feine Armleuchteralge, Feldahorn, Flatter-Binse, Gemeiner Gilbweiderich, Gemeiner Schneeball, Gemeines Zittergras, Gewöhnliche Traubenkirsche, Gewöhnlicher Blutweiderich, Gewöhnlicher Glatthafer, Gewöhnlicher Hornklee, Gewöhnlicher Wasserschlauch, Gewöhnliches Taubenkropf-Leimkraut, Gewöhnlicher Rohr-Schwingel, Gewöhnlicher Ufer-Wolfstrapp, Gundermann, Hängende Segge, Hain-Rispengras, Hainbuche, Haselnuss, Hunds-Rose, Schilf, Schlehe, Schwarz-Erle, Schwarzfrüchtiger Zweizahn, Schwedische Mehlbeere, Segge, Silber-Pappel, Silber-Weide, Spätblühende Traubenkirsche, Spitzahorn, Spitzwegerich, Stieleiche, Vogel-Kirsche, Wald-Erdbeere, Walnuss, Weide, Weide-Kammgras, Weißdorn, Weiße Seerose, Weißes Labkraut, Weißes Straußgras, Wiesen-Knäuelgras, Wiesensalbei, Wiesen-Schafgarbe, Winterlinde, Wurmfarn, Zitter-Pappel, Zweigriffeliger Weißdorn

## Fischerei

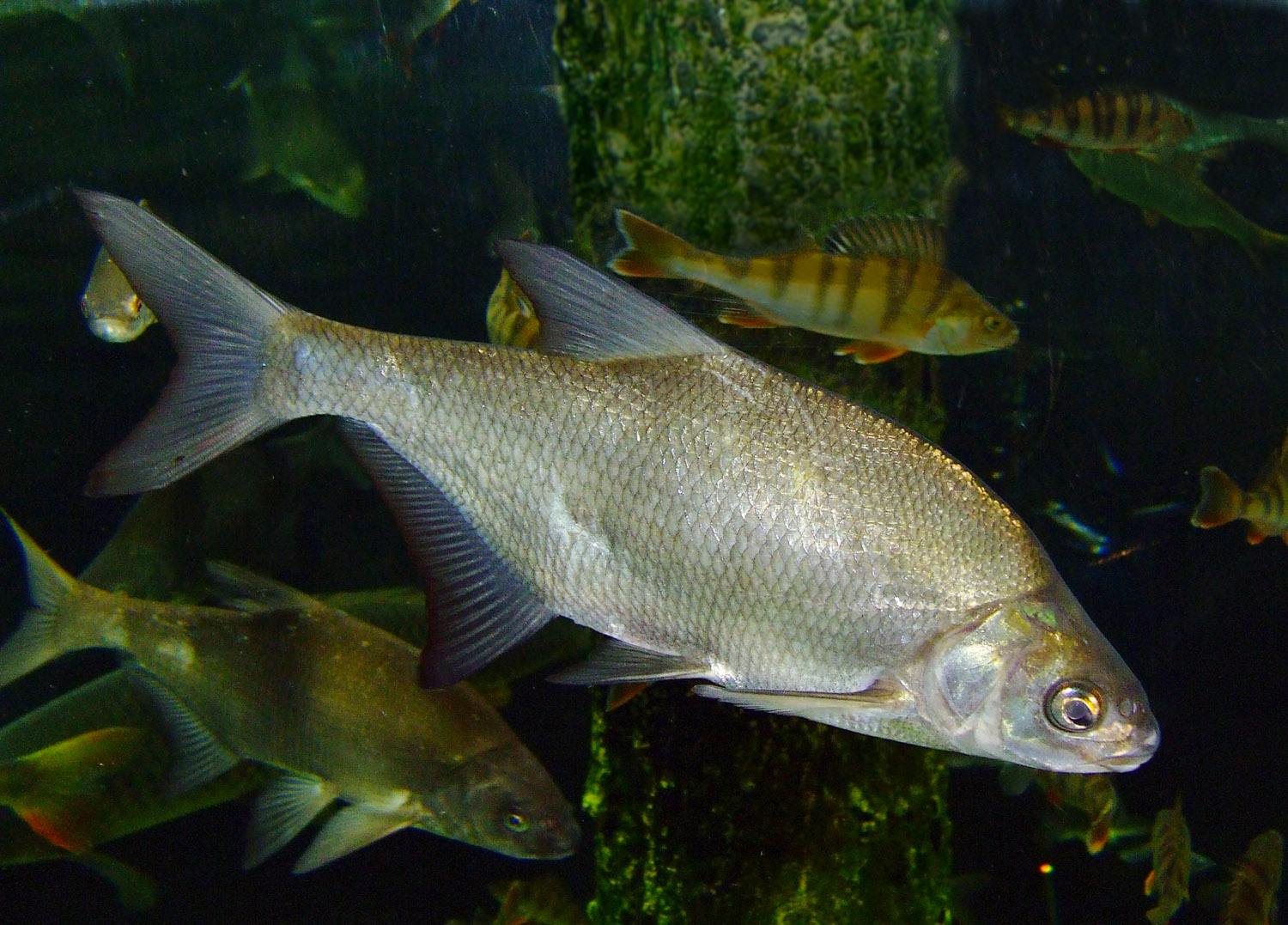
Brasse

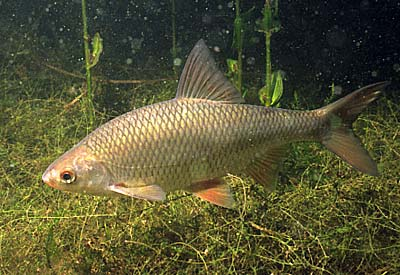
Rotauge

Der Zutritt zum Paulsmaar ist ausschließlich den Fischern des Vereins Angel- und Naturfreunde (ANF) Heimattreue Zündorf gestattet. Der Verein hat das Gelände seit 1989 gepachtet und kümmert sich auch um die Pflege des Gebiets.
Den Fischbestand im Paulsmaar bilden unter anderem Schleierkarpfen, Hechte, Brassen, Barsche und Rotaugen.

## Maßnahmen zur Landschaftspflege
Die wichtigsten Zielsetzungen zum Erhalt der Natur sind vor allem die Beschränkung der Fischerei, eine naturnahe Gewässergestaltung sowie die Vermeidung einer Eutrophierung. Außerdem soll das Gebiet der Sukzession überlassen werden.